# St. Marien (Halen)
St. Marien in Halen im niedersächsischen Landkreis Cloppenburg ist eine römisch-katholische Filialkirche der Pfarrei St. Margaretha (Emstek). Sie steht unter dem Patrozinium der Gottesmutter Maria und gehört zum Bistum Münster. Das Gotteshaus ist eine Saalkirche im Stil der Moderne und bietet 450 Gläubigen Platz.

## Geschichte
Die erste Kapelle in der Bauerschaft Halen stammte aus dem Mittelalter und wurde im Dreißigjährigen Krieg zerstört. Die neue, der hl. Maria und dem hl. Joseph 1698 geweihte Kapelle musste in den Jahren 1911 und 1924 erweitert werden. Aus dem Seelsorgebezirk Halen, der zur Pfarrei Emstek gehörte, entstand 1952 die selbstständige Kapellengemeinde St. Marien. Weil die Einwohnerzahl wuchs und die Kapelle zu klein geworden war, wünschten sich die Katholiken ein größeres Gotteshaus.
Die vom Cloppenburger Architekten Gerd Rohling entworfene Kirche wurde in den Jahren 1965 bis 1966 gebaut und am 30. Oktober 1966 durch Heinrich Tenhumberg, dem späteren Bischof von Münster, der hl. Maria geweiht. Das Gebäude ist ein moderner achteckiger Backsteinbau mit einem freistehenden, 25 Meter hohen Glockenturm. 1975 konnte das Marienheim, ein Pfarrheim mit Bücherei, eröffnet werden. Das Pfarrhaus von 1934 wurde 1978 umgebaut. Statt einer traditionellen Pfeifenorgel wird in den Gottesdiensten eine elektronische Orgel eingesetzt.
Durch Fusion entstand aus der Pfarrei Emstek und den Kapellengemeinden St. Marien (Halen) und St. Aloysius (Höltinghausen) am 7. März 2010 die neue Kirchengemeinde St. Margaretha (Emstek). Am 1. Januar 2024 schlossen sich die Pfarreien in Bethen, Cappeln, Cloppenburg, Emstek, Essen, Lastrup, Lindern, Löningen und Molbergen zusammen zum Katholischen Kirchenverband „Pastoraler Raum Cloppenburg-Löningen“ mit Sitz in Cloppenburg.

## Glocken
Im alten Turm auf dem Platz der ehemaligen Kapelle befindet sich eine 1804 von Alexius Petit hergestellte Glocke aus Bronze (Ø 58 cm). Im Kirchturm von St. Marien in Halen hängen die folgenden zwei Bronzeglocken, die in Gescher gegossen wurden.
- Glocke 1: Schlagton: g1; Ø 102 cm; Gießerei: Petit & Edelbrock; Gussjahr: 1967
- Glocke 2: Schlagton: b1; Ø 98 cm; Gießerei: Petit & Edelbrock; Gussjahr: 1967[4]